# Gymnelia hyaloxantha
Gymnelia hyaloxantha är en fjärilsart som beskrevs av Paul Dognin 1914. Gymnelia hyaloxantha ingår i släktet Gymnelia och familjen björnspinnare. Inga underarter finns listade i Catalogue of Life.